# کوسکوس معمولی شرقی
کوسکوس معمولی شرقی (نام علمی: Phalanger intercastellanus) نام یک گونه از سرده پره‌کیسه‌دارها است.